# Саусайтис, Ромас
Ромуальдас (Ромас) Саусайтис (лит. Romas Sausaitis; род. 18 сентября 1955, Варенский район) — советский и литовский легкоатлет, специалист по бегу на средние и длинные дистанции, марафону. Выступал на крупных соревнованиях в 1977—1998 годах, победитель первенств всесоюзного и республиканского значения, действующий рекордсмен Литвы в беге на 3000 метров. Представлял Вильнюс и спортивное общество «Нямунас». Тренер по лёгкой атлетике.

## Биография
Ромас Саусайтис родился 18 сентября 1955 года в Варенском районе Литовской ССР. Занимался лёгкой атлетикой в Вильнюсе, выступал за добровольное спортивное общество «Нямунас».
Впервые заявил о себе на всесоюзном уровне в сезоне 1977 года, когда в беге на 5000 метров выиграл серебряную медаль на соревнованиях в Подольске.
В 1978 году в той же дисциплине финишировал четвёртым на Мемориале братьев Знаменских в Вильнюсе.
В 1979 году стал четвёртым на соревнованиях по кроссу в Сан-Себастьяне, в беге на 5000 метров занял 11-е место на Кубке Правды в Сочи, в беге на 10 000 метров показал 16-й результат на VII летней Спартакиаде народов СССР в Москве, был пятым на Мемориале Знаменских в Каунасе.
В 1980 году в дисциплине 10 000 метров одержал победу на домашнем старте в Каунасе, финишировал четвёртым на Мемориале Знаменских в Москве.
В 1981 году в беге на 3000 метров победил на соревнованиях в Москве и Каунасе, завоевал серебряную награду на зимнем чемпионате СССР в Минске. В беге на 5000 метров с личным рекордом 13:34.68 превзошёл всех соперников на международном старте в Дебрецене, в беге на 10 000 метров получил серебро на летнем чемпионате СССР в Москве.
В 1982 году в дисциплине 10 000 метров с личным рекордом 28:12.51 выиграл серебряную медаль на Мемориале братьев Знаменских в Москве, в то время как на соревнованиях в Подольске установил ныне действующий национальный рекорд Литвы в дисциплине 3000 метров — 7:46.2.
В 1983 году в 5000-метровом беге стал вторым на Мемориале знаменских в Москве, в беге на 10 000 метров стартовал на VIII летней Спартакиаде народов СССР в Москве.
В 1990 году стал чемпионом Литвы в дисциплине 10 000 метров, финишировал вторым на Международном марафоне мира в Кошице.
В 1991 году стал шестым на Стокгольмском марафоне.
В 1992 году пришёл к финишу седьмым на марафоне в Эхтернахе.
В 1994 году закрыл десятку сильнейших Стокгольмского марафона, был пятым в Эхтернахе.
В 1995 году с личным рекордом 2:14:30 стал седьмым на Гамбургском марафоне.
В 1996 году занял 33-е место на Бостонском марафоне, десятое место на Стокгольмском марафоне, 19-е место на марафоне Twin Cities в Сент-Поле.
В 1997 году показал 13-й результат на Хьюстонском марафоне, 31-й результат на Бостонском марафоне.
В 1998 году принял участие в двух шоссейных коммерческих стартах в Германии и на этом завершил карьеру профессионального спортсмена.
Впоследствии работал тренером по лёгкой атлетике, в частности подготовил титулованную литовскую бегунью Живиле Бальчюнайте. За выдающиеся достижения на тренерском поприще в 2010 году награждён медалью ордена «За заслуги перед Литвой», однако, после того как его воспитанница Бальчюнайте в 2012 году была уличена в применении допинга, лишился этой государственной награды.